# Siegelsbach
Siegelsbach – miejscowość i gmina w Niemczech, w kraju związkowym Badenia-Wirtembergia, w rejencji Stuttgart, w regionie Heilbronn-Franken, w powiecie Heilbronn, wchodzi w skład wspólnoty administracyjnej Bad Rappenau. Leży ok. 18 km na północny zachód od Heilbronn.

## Galeria

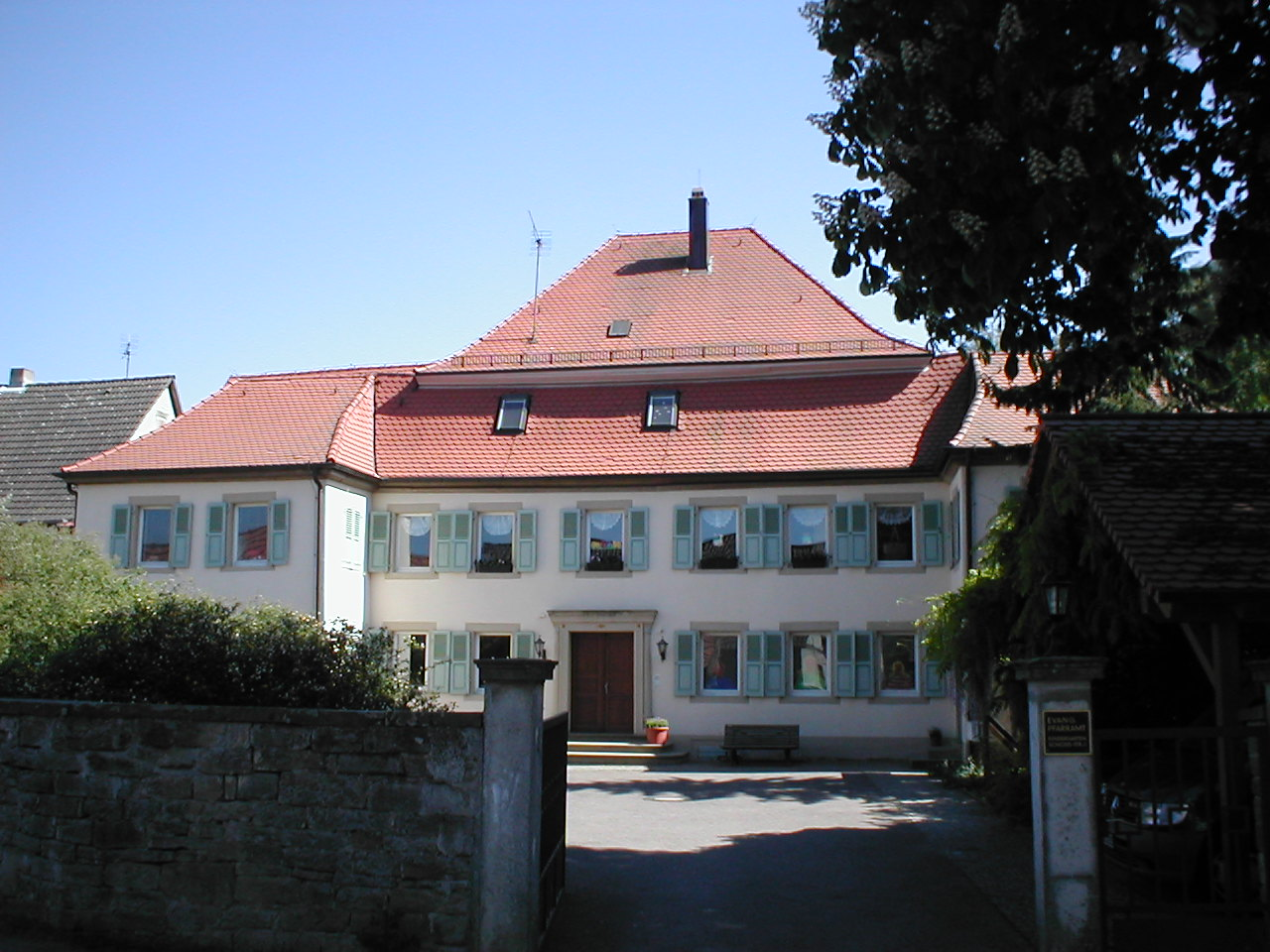
Zamek
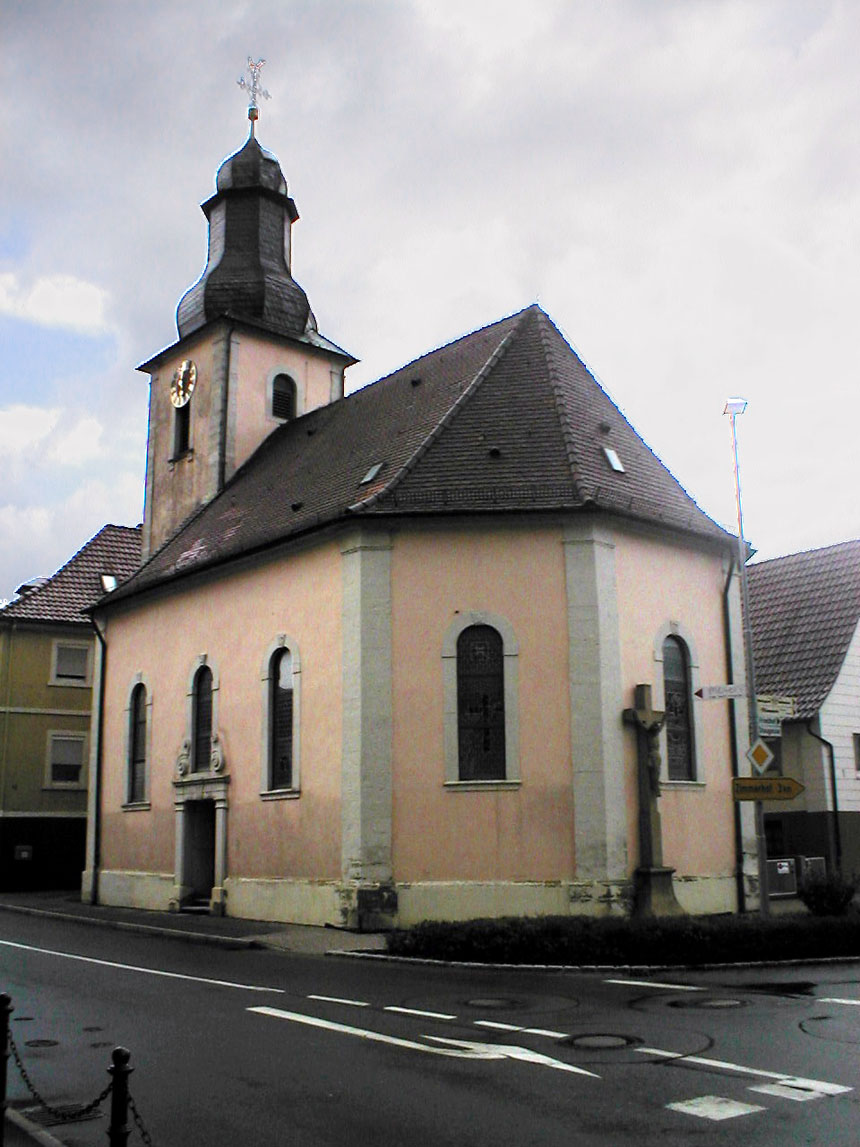
Kościół ewangelicki
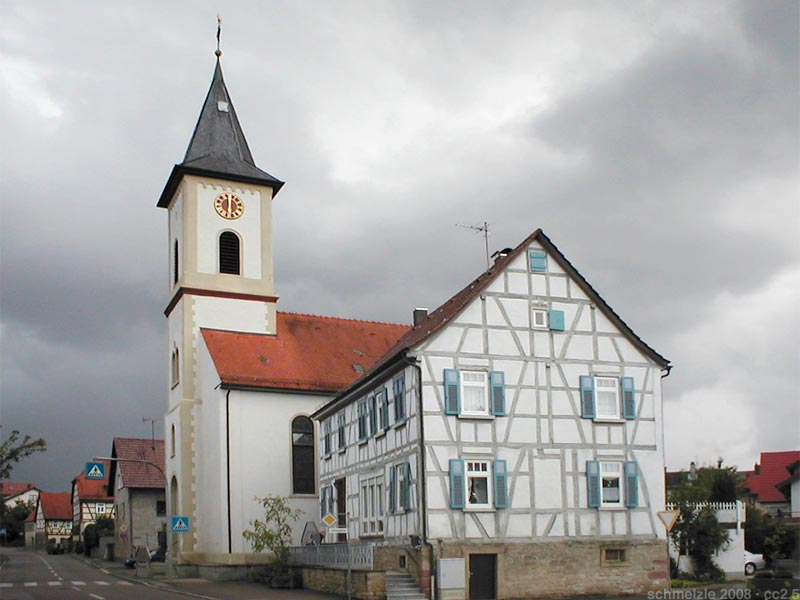
Kościół katolicki